# Flintiella carajas
Flintiella carajas is een schietmot uit de familie Hydroptilidae. De soort komt voor in het Neotropisch gebied, meer bepaald in Brazilië.
De wetenschappelijke naam van de soort is voor het eerst gepubliceerd in 2011 door Allan Paulo Moreira Santos, Gabriela Abrantes Jardim en Jorge Luiz Nessimian. De soort is genoemd naar de vindplaats, het nationaal woud Carajás in de staat Pará.